# Vladimir Martelanc (učitelj)
Vladimir Martelanc (tudi Vlado, slovenski učitelj in čebelar, * 20. julij 1900, Trst, † 10. januar 1983, Ljubljana. 

## Življenje in delo
Rodil se je v tržaškem predmestju Lonjer v družini učitelja Franca in gospodinje Katarine Martelanc rojene Grlica. Mladost je preživljal na Proseku, osnovno šolo je obiskoval v Trstu, učiteljišče začel v Gorici in ga leta 1920 končal v Mariboru. Poučeval je Križu, na Proseku, Barkovljah (1920-1922) in v Budanjah pri Ajdovščini (1922-1928). V Vipavski dolini je vodil pevske zbore in se ukvarjal s čebelarstvom. Avgusta 1928 so ga fašistične oblasti aretirale in obtožile, da je požigal italijanske otroške vrtce in šole. Po 73 dneh so ga izpustili in postavili pod strogi policijski nadzor. Ko je zvedel, da mu grozi ponovna aretacija se je z ženo odselil v Kraljevino Jugoslavijo. Tu je poučeval v Čepljah pri Starem trgu ob Kolpi (1929-1933). V Beli krajini je postal vodilni čebelar z nad 200 panji. Napravil je izpit za čebelarskega učitelja in nadaljeval s čebelarsko prosvetno dejavnostjo, prirejal tečaje, razstave in predaval po vsej državi. Po okupaciji se je takoj pridružil Osvobodilni fronti, organiziral tiskarsko dejavnost in zalagal partizane s propagandnim materialom. Leta 1942 so ga fašistične oblasti s še drugimi belokranjskimi učitelji poslale v internacijo v taborišče Monigo v bližini Trevisa (Italija). Tudi v taborišču ni miroval, zato so ga poslali pred vojaško sodišče v Ljubljano. Po dveh procesih je težko zbolel, pred italijansko kapitulacijo so ga poslali domov v Črnomelj. Po okrevanju je postal referent za čebelarstvo pri okrožni gospodarski komisiji. Marca 1944 so na njegovo pobudo sprejeli čebelarski pravilnik o oddaji medu za potrebe narodnoosvobodilne borbe in o pospeševanju čebelarstva. Po osvoboditvi je bil v Ajdovščini šolski nadzornik (1945-1947), učitelj v Črnomlju (1947-1949) in Ljubljani (1949-1956). Po upokojitvi 1956 je nadaljeval s poučevanjem na čebelarski šoli, veliko predaval, prirejal čebelarske tečaje in pisal strokovne članke. Za čebelarske zasluge je prejel najvišje čebelarsko odlikovanje red Antona Janše I. stopnje, za pomoč med vojno pa red zaslug za ljudstvo s srebrno zvezdo.